# 런던 카운티 홀

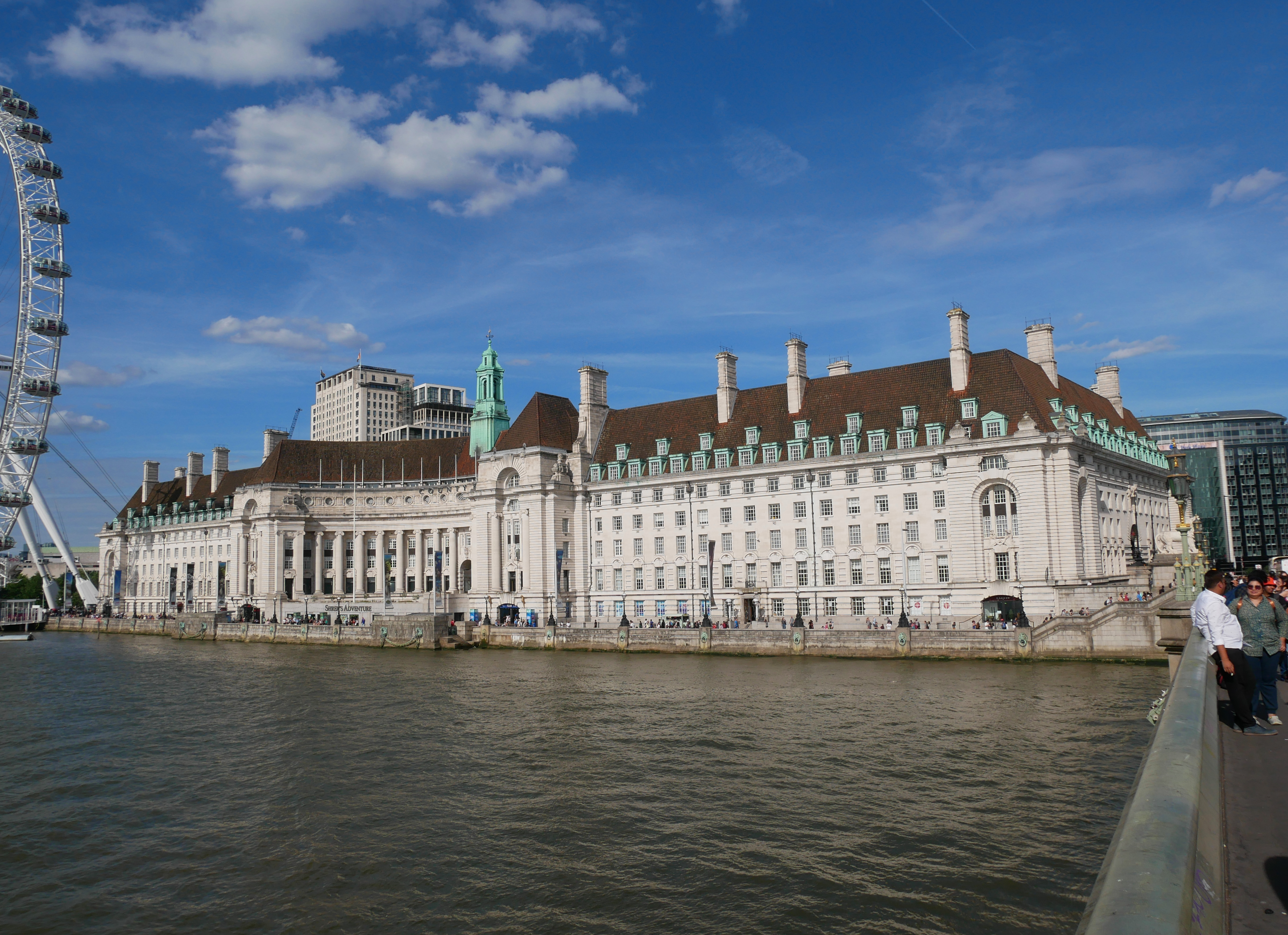

런던 카운티 홀(London County Hall, LCH) 또는 카운티 홀은 런던 램버스 (런던) 지역에 있는 건물로, 런던 카운티 의회(LCC)와 이후 그레이터 런던 의회(GLC)의 본부였다. 이 건물은 템스강의 남쪽 기슭에 있으며, 남쪽으로는 웨스트민스터 교가 그 옆에 있다. 웨스트민스터 시를 향해 서쪽을 향하고 있으며 웨스트민스터궁과 가깝다. 가장 가까운 런던 지하철 역은 워털루역 (런던 지하철)(Waterloo)와 웨스트민스터역(Westminster)이다. 이는 Grade II* 등록 건물이다.